# Nagroda Johana Skyttego
Nagroda Johana Skyttego (szwed. Skytteanska priset) – nagroda za osiągnięcia w dziedzinie nauk politycznych przyznawana corocznie, od 1995, przez fundację przy Uniwersytecie w Uppsali. Patronem nagrody jest Johan Skytte (1577–1645), kanclerz tej uczelni (także polityk). Potocznie zwana jest „politologicznym Noblem”.
Na nagrodę składa się medal oraz pewna kwota pieniężna. Propozycje kandydatów można składać do 10 stycznia każdego roku.

## Laureaci
| Rok  | Laureat               | Uczelnia                                |
| ---- | --------------------- | --------------------------------------- |
| 1995 | Robert Dahl           | Uniwersytet Yale                        |
| 1996 | Juan Linz             | Uniwersytet Yale                        |
| 1997 | Arend Lijphart        | Uniwersytet Kalifornijski w San Diego   |
| 1998 | Alexander George      | Uniwersytet Stanforda                   |
| 1999 | Elinor Ostrom         | Uniwersytet Indiany                     |
| 2000 | Fritz W. Scharpf      | Towarzystwo Maxa Plancka                |
| 2001 | Brian Barry           | Uniwersytet Columbia                    |
| 2002 | Sidney Verba          | Uniwersytet Harvarda                    |
| 2003 | Hanna Pitkin          | Uniwersytet Kalifornijski w Berkeley    |
| 2004 | Jean Blondel          | Europejski Instytut Uniwersytecki       |
| 2005 | Robert Keohane        | Uniwersytet w Princeton                 |
| 2006 | Robert Putnam         | Uniwersytet Harvarda                    |
| 2007 | Theda Skocpol         | Uniwersytet Harvarda                    |
| 2008 | Rein Taagepera        | Uniwersytet Kalifornijski w Irvine      |
| 2009 | Philippe C. Schmitter | Europejski Instytut Uniwersytecki       |
| 2010 | Adam Przeworski       | Uniwersytet Nowojorski                  |
| 2011 | Ronald Inglehart      | Uniwersytet Michigan                    |
| 2011 | Pippa Norris          | Uniwersytet Harvarda                    |
| 2012 | Carole Pateman        | Uniwersytet Kalifornijski w Los Angeles |
| 2013 | Robert Axelrod        | Uniwersytet Michigan                    |
| 2014 | David Collier         | Uniwersytet Kalifornijski w Berkeley    |
| 2015 | Francis Fukuyama      | Uniwersytet Stanforda                   |
| 2016 | Jon Elster            | Uniwersytet Columbia                    |
| 2017 | Amartya Sen           | Uniwersytet Harvarda                    |